# C. D. Howe

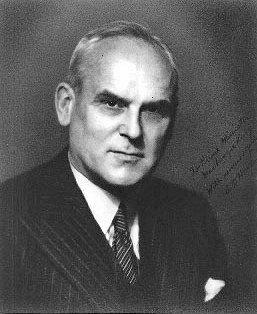
C. D. Howe

Clarence Decatur „C. D.“ Howe PC (* 15. Januar 1886 in Waltham, Massachusetts; † 31. Dezember 1960) war ein kanadischer Offizier und Politiker der Liberalen Partei Kanadas, der fast 22 Jahre lang Mitglied des Unterhauses und fast ebenso lang Minister im 16. kanadischen Kabinett von Premierminister William Lyon Mackenzie King sowie im 17. Kabinett von Premierminister Louis Saint-Laurent war.

## Leben
Howe absolvierte nach dem Schulbesuch ein Studium im Fach Bauingenieurwesen am Massachusetts Institute of Technology (MIT) und war nach seiner Einwanderung nach Kanada 1908 zunächst als Bauingenieur und Beratungsingenieur tätig, ehe er eine Professur für Bauingenieurwesen an der Dalhousie University annahm. 1916 gründete er das Ingenieurbüro C. D. Howe & Company, das insbesondere für den Entwurf und Bau von Getreidesilos international bekannt wurde.
Als Kandidat der Liberalen Partei wurde er bei der Wahl vom 14. Oktober 1935 erstmals zum Mitglied des Unterhauses gewählt und vertrat in diesem fast 22 Jahre lang bis zu seiner Niederlage bei der Unterhauswahl am 10. Juni 1957 den in Ontario gelegenen Wahlkreis Port Arthur.
Kurz nach der Wahl wurde Howe von Premierminister William Lyon Mackenzie King am 23. Oktober 1935 in das 16. kanadische Kabinett berufen und war dort zunächst bis zum 1. November 1936 Marineminister sowie Minister für Eisenbahnen und Kanäle. Nach einer Regierungsumbildung fungierte er anschließend vom 2. November 1936 bis zum 7. Juli 1940 als Transportminister und gründete in dieser Funktion die Fluggesellschaft Trans-Canada Air Lines. Er übernahm zugleich vom 9. April 1940 bis zum 31. Dezember 1945 das für die Beteiligung Kanadas am Zweiten Weltkrieg wichtige Amt als Minister für Munition und Versorgung. Zugleich war er 13. Mai bis zum 5. Oktober 1942 geschäftsführender Transportminister sowie zwischen dem 13. Oktober 1944 und dem 31. Dezember 1945 Wiederaufbauminister.
Im Anschluss war Howe im Kabinett King zwischen dem 1. Januar 1946 und dem Ende von Kings Amtszeit am 14. November 1948 Minister für Wiederaufbau und Versorgung. Im Rahmen einer erneuten Regierungsumbildung übernahm er am 19. Januar 1948 zusätzlich das Amt des Ministers für Handel und Gewerbe und bekleidete dieses Ministeramt auch in dem am 15. November 1948 von Premierminister Louis Saint-Laurent gebildeten 17. kanadischen Kabinett bis zum Ende von Saint-Laurents Amtszeit am 20. Juni 1957. Zuletzt bekleidete er vom 1. April 1951 bis zum 20. Juni 1957 auch das Amt des Ministers für die Verteidigungsproduktion.
Im Anschluss wurde Howe 1957 Kanzler der Dalhousie University und übte dieses Amt bis zu seinem Tod aus.
Die kanadische Regierung, vertreten durch den für das Historic Sites and Monuments Board of Canada zuständigen Minister, ehrte Howe am 23. November 1984 unter anderem für seine Rolle bei der Gründung vieler Kronunternehmen, darunter Trans-Canada Air Lines oder Atomic Energy of Canada und erklärte ihn zu einer „Person von nationaler historischer Bedeutung“.

## Mitgliedschaft
1946 wurde Howe in die American Academy of Arts and Sciences gewählt.

## Hintergrundliteratur
- Leslie Roberts: C.D. : the life and times of Clarence Decatur Howe. 1957
- Robert Bothwell: C. D. Howe, a biography. 1979